# Cultura di Sukow-Dziedzice

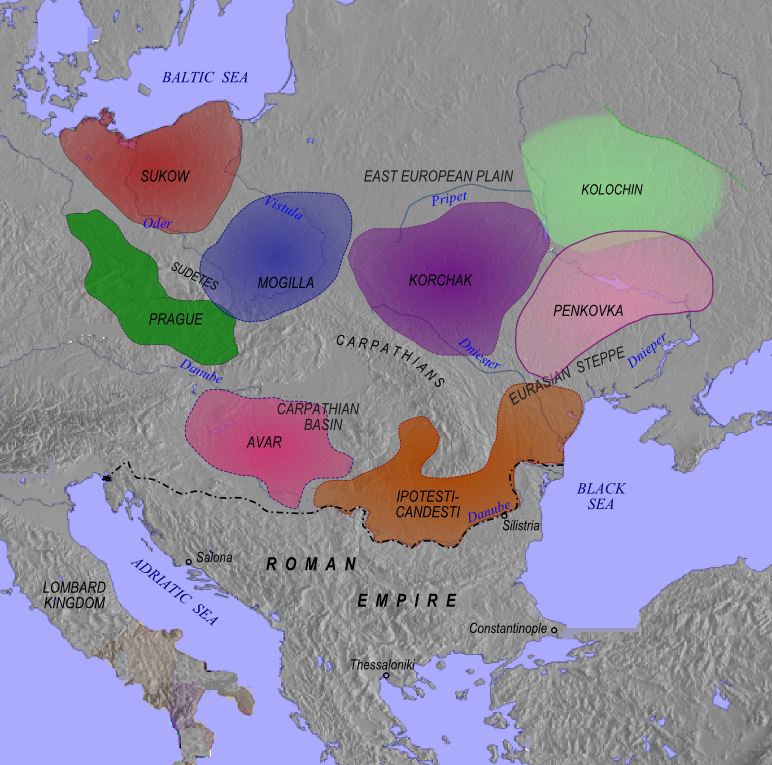
Culture archeologiche dell'VIII secolo in Europa orientale.

La cultura di Sukow-Dziedzice (in polacco Kultura Sukow-Dziedzice) o gruppo di Sukow-Dziedzice (in tedesco Sukow-Dziedzice-Gruppe) è una cultura archeologica slava dei secoli VII e VIII sviluppatasi negli attuali Meclemburgo-Pomerania Anteriore e Polonia nordoccidentale. I siti che gli hanno dato il nome sono Sukow nel Meclemburgo e Dziedzice nel voivodato della Pomerania Occidentale.

## Origini
Secondo una vecchia teoria di Joachim Herrmann Ende, i portatori della cultura di Sukow-Dziedzice sarebbero migrati verso nord dall'alto corso dell'Oder in un territorio pressoché disabitato sulle rive del mar Baltico. La datazione più antica è fornita dalla dendrocronologia di una strada pavimentata con tronchi d'albero a Sukow, che risale all'anno 693. Tuttavia, il reperto più recente di quel sito viene datato al 747, cosa che dovrebbe farne rivedere l'inquadramento temporale.
Negli anni Ottanta Joachim Herrmann e altri archeologi hanno proposto di considerare anche i reperti nel sito di Szeligi come parte di un unico gruppo denominato  "Sukow-Szeligi". Oggi vengono per lo più classificati come culture archeologiche differenti.

## Aspetti materiali
Il vasellame fittile di questa cultura non è decorato e non è realizzato al tornio. Vi è quindi solo una lontana rassomiglianza con il vasellame, diffuso più a sud, di "tipo Praga".
Le case erano a un solo piano con fossati. In ciò si differenziavano dalle case spesso seminterrate e più piccole della cultura di Praga.
I morti venivano cremati e le ceneri erano custodite in fosse superficiali o in tumuli.

## Sviluppi successivi
A partire dall'VIII secolo la cultura di Sukow-Dziedzice si dissolse nelle culture di Feldberg, di Menkendorf e diverse altre.